# Toyota MiniAce
Toyota MiniAce — малотоннажный грузовой автомобиль, выпускавшийся компанией Toyota с ноября 1967 по ноябрь 1975 года. Он разделял многие детали с Toyota Publica и пикапом Publica P20. В Японии он продавался через дилерские сети Toyota Corolla Store и Toyota Auto Store. Поскольку в MiniAce применялись многие детали от Toyota Publica и Toyota Sports 800, большинство MiniAce было разобрано на запчасти, однако некоторые модели сохранились. Внешние габариты и объём двигателя MiniAce хотя и очень малы, но не соответствуют кей-кару.

## История
Первоначально MiniAce обладал особо малым радиусом поворота — 7,8 м. Производство автомобиля началось в ноябре 1967 года. С учётом грузоподъёмности 500 кг автомобиль продавался по низкой цене, соответствующей дорожному налогу.
Двигатель 2U-B развивал мощность 26 кВт (36 л. с.) при 4600 об/мин и максимальную скорость 110 км/ч. Сотрудничество Toyota с Daihatsu в 1967 году означало, что компания Toyota должна была уступить эту часть рынка, и в MiniAce не было вложено более серьёзных инвестиций. После декабря 1969 года производство было перенесено с завода Toyota в Такаоке и распределялось между Hino, Daihatsu и Fuji Auto Body Co., Ltd., которая выпускала кузова.
В начале 1970-х годов MiniAce прошёл рестайлинг путём добавления пластикового щитка с надписью Toyota, который расположен прямо под передним лобовым стеклом. Поскольку двигателю U с воздушным охлаждением было бы трудно соответствовать новым, более строгим нормам выбросов на 1976 год, производство было остановлено в ноябре 1975 года. Хотя MiniAce стал слишком маленьким и спартанским для ставших теперь более искушёнными японских потребителей, он по-прежнему пользовался большим спросом на других азиатских рынках.